# Serieåret 1931

## Händelser

### Oktober
- I USA lanserar Chester Gould kriminalserien Dick Tracy.

## Pristagare
- Pulitzerpriset för "Editorial Cartooning": Edmund Duffy, Baltimore Sun, för "An Old Struggle Still Going On"

## Utgivning

### Album
- Tintin i Kongo[1]

## Födda
- 18 februari - Johnny Hart (död 2007), amerikansk serieskapare, mest känd som skaparen av B.C.
- 5 mars - Fred Othon Aristidès, signaturen Fred (död 2013), fransk serietecknare, mest känd för Filemon.
- 21 mars - Al Williamson (död 2010), amerikansk serietecknare.
- 9 april - Leone Frollo, italiensk serieskapare.
- 10 april - René Follet (död 2020), belgisk serieskapare och illustratör.
- 5 maj - Greg (död 1999), belgisk-fransk serieskapare.
- 18 maj - Don Martin (död 2000), amerikansk serieskapare.
- 6 juni - Víctor Mora, spansk serietecknare.
- 13 juli - Ernie Colón, amerikansk serietecknare.
- 1 augusti - Tom Wilson (död 2011), amerikansk serieskapare, skaparen av Ziggy.
- 12 augusti - Luis Bermejo, spansk serietecknare och illustratör.
- 22 september - E. Nelson Bridwell (död 1987), amerikansk serieförfattare.
- 23 september - Stan Lynde (död 2013), amerikansk serieskapare.
- 26 oktober - Larry Lieber, amerikansk serieskapare.
- 29 oktober - Tibet (död 2010), fransk serieskapare.
- 16 november - Luciano Bottaro (död 2006), italiensk serietecknare.

### Fotnoter
1. ↑  ”Tintin”. http://en.tintin.com/albums/show/id/26/page/0/0/tintin-in-the-congo. Läst 12 mars 2011.